# فراز مسیحیت
فراز مسیحیت (به انگلیسی: The Rise of Christianity) کتابی است که توسط جامعه‌شناس آمریکایی، رادنی استارک نوشته شده‌است. در این کتاب، او شرح رشد مسیحیت از یک جنبش کوچک در الجلیل و یهودیه در زمان عیسی مسیح تا بزرگ‌ترین دین امپراتوری روم در سده‌های کوتاهی پس از آن را شرح می‌دهد.

## محتوی
این کتاب سعی نمی‌کند رشد سریع مسیحیت را به هیچ چیز ماوراء طبیعی نسبت دهد، بلکه به توضیحی طبیعی برای اینکه چرا مسیحیت شکوفا شد نگاه می‌کند. جالب توجه است که یکی از دلایلی که کتاب برای این موضوع ارائه می‌کند این است که نرخ باروری مسیحیان بسیار بالاتر از هم‌عصران چندخداپرست خود بود.
در پنج قرن اول پس از میلاد، سقط جنین، و استفاده از روش‌های پیشگیری از بارداری به‌طور گسترده در دنیای پاگانیسم انجام می‌شد. ادبیات جهان یونانی رومی نشان می‌دهد که سقط جنین با وجود اینکه بسیار خطرناک بود، رایج بود. زنان به دنبال سقط جنین می‌رفتند تا فعالیت جنسی خود را پنهان کنند، یا از دنیا آمدن از بچه‌هایی که نمی‌توانستند پرورش دهند، اجتناب کنند یا از تقسیم اموال با وارثان اجتناب کنند. مردان نیز به‌عنوان سرپرست خانوار می‌توانند قانوناً به زنان دستور سقط جنین بدهند. روش‌های زیادی برای سقط جنین در دسترس زنان بود، اما بیشتر آنها به اندام‌های تناسلی آسیب رسانده و/یا کشنده بودند؛ بنابراین، سقط جنین نه تنها تعداد تولدها را کاهش داد، بلکه زنان را قبل از بچه‌دار شدن به قتل رساند یا منجر به ناباروری شد. علاوه بر این، چندخداپرستان در جهان یونانی-رومی اقدام به کشتن نوزادان کردند. این عمل توسط قانون و فیلسوفان حمایت می‌شد (مثلاً افلاطون و ارسطو). اگر کودکی دختر یا با ناهنجاری‌هایی به دنیا می‌آمد، قوانین حقوقی رومی اجازه می‌داد که در دوران نوزادی در معرض رها کردن نوزاد قرار گیرند. معمولاً نوزادکشی شامل رها کردن نوزاد در فضای باز یا انداختن آنها به فاضلاب است. با ترجیح فرزندان پسر بر دختر، این امر تا حد زیادی ظرفیت رشد جمعیت را کاهش داد. در مورد کنترل تولد، کسانی که در دنیای پاگان بودند، اقدامات مختلفی را برای جلوگیری از باروری انجام دادند. همه اینها به زاد و ولد بسیار پایین در میان چندخداپرستان کمک کرد. به‌طور مشخص کمبود زنان وجود داشت، اما به‌طور خاص کمبود زنانی که توانایی بچه دار شدن را داشته باشند. با ترجیح فرزندان پسر بر دختر، این امر تا حد زیادی ظرفیت رشد جمعیت را کاهش داد. در مورد کنترل تولد، کسانی که در دنیای پاگان بودند، اقدامات مختلفی را برای جلوگیری از باروری انجام دادند. همه اینها به زاد و ولد بسیار پایین در میان چندخداپرستان کمک کرد. به‌طور مشخص کمبود زنان وجود داشت، اما به‌طور خاص کمبود زنانی که توانایی بچه‌دار شدن را داشته باشند. با ترجیح فرزندان پسر بر دختر، این امر تا حد زیادی ظرفیت رشد جمعیت را کاهش داد. در مورد کنترل تولد، کسانی که در دنیای پاگان بودند، اقدامات مختلفی را برای جلوگیری از باروری انجام دادند. همه اینها به زاد و ولد بسیار پایین در میان چندخداپرستان کمک کرد. به‌طور مشخص کمبود زنان وجود داشت، اما به‌طور خاص کمبود زنانی که توانایی بچه دار شدن را داشته باشند.
برعکس، مسیحیان نرخ زاد و ولد بالایی داشتند. برای شروع، مسیحیان برای زنان ارزش زیادی قائل بودند. زنان متوسط در داخل مسیحیت از احترام و امتیاز بیشتری نسبت به خارج برخوردار بودند. دوم، مسیحیان تأکید کردند که یکی از اهداف اصلی رابطه جنسی، بچه دار شدن است؛ بنابراین بچه دار شدن یک وظیفه زناشویی بود. ثالثاً، مسیحیان سقط جنین و نوزادکشی را ممنوع می‌دانستند و هر دو را عملی قتل می‌دانستند. زنان مسیحی به دلیل مخالفت با سقط جنین، کمتر به اندام‌های تولیدی آسیب می‌رسانند یا در اثر این عمل می‌میرند. به دلیل مخالفت با کودک کشی، زنان بیشتری در خانواده‌های مسیحی به دنیا آمدند و در نتیجه توانایی بیشتری برای بچه دار شدن داشتند. چهارم، مسیحیان به مراتب کمتر در مورد جلوگیری از زایمان با پیشگیری از بارداری نگران بودند. همه این موارد باعث شد که زاد و ولد در میان مسیحیان بسیار بالا باشد.